# Squilla brasiliensis
Squilla brasiliensis är en kräftdjursart som beskrevs av William Thomas Calman 1917. Squilla brasiliensis ingår i släktet Squilla och familjen Squillidae. Inga underarter finns listade i Catalogue of Life.